# 1937-es sakkvilágbajnokság
 Ez a cikk a sakkjátszmák algebrai lejegyzését alkalmazza.
Az 1937-es sakkvilágbajnokság Max Euwe és Alekszandr Aljechin között zajlott 1937. október 5. – december 4. között nyolc holland városban. A mérkőzést Aljechin 15,5–9,5 arányban nyerte (+10 -4 =11), ezzel visszahódította az 1935-ös mérkőzésükön elvesztett világbajnoki címet.
Ez volt az utolsó olyan világbajnoki párosmérkőzés, amelyen a világbajnok kihívója nem a Nemzetközi Sakkszövetség (FIDE) által meghatározott kritériumok szerinti versenyen lett kiválasztva. A második világháború ideje alatt nem került sor további mérkőzésre a világbajnokságért, Aljechin 1946-ban bekövetkezett halála után a világbajnokjelöltség versenyszerű körülmények között dőlt el.

## Előzmények
Aljechin 1927–1935 között viselte a sakkvilágbajnoki címet, amelyet 1927-ben José Raúl Capablancát legyőzve szerzett meg. Címét két alkalommal védte meg, 1929-ben és 1934-ben, mindkétszer Jefim Dmitrijevics Bogoljubovval szemben.
1935-ben a Max Euwe elleni párosmérkőzésen 15,5–14,5 arányban alulmaradt, és Euwe lett a sakkozás ötödik hivatalos világbajnoka.

### A világranglistán elfoglalt helyük
Euwe az Aljechin elleni győztes párosmérkőzést követően 1936 januárjától a világranglista élére került. Az év végére azonban Capablanca és Botvinnik, sőt egy ideig Reshevsky is megelőzte. A párosmérkőzés kezdetén, 1937. augusztus óta már ismét ő vezette a ranglistát.
Aljechin a világbajnoki címe elvesztése után folyamatosan csúszott vissza a világranglistán. A mélypont az 1937. júliusi 6. helyezése volt.

### Versenyeredményeik a mérkőzés előtt
Aljechin az 1935-ös párosmérkőzést követően holtversenyben Paul Keresszel 1. helyezést ért el Bad Neuheimben, egyedül végzett az élen Drezdában, Salo Flohr mögött 2. lett Poděbradyban. A minden idők egyik legerősebb versenyének nevezett 1936-os nottinghami versenyen csak 6. lett, Capablanca, Botvinnik, Euwe, Fine és Reshevsky mögött, de a vert mezőnyben mögötte olyanok végeztek, mint Flohr, a másodvirágzását élő exvilágbajnok Emanuel Lasker, Milan Vidmar, Tartakower és Bogoljubov. Ezt követően Euwe és Fine mögött 3. lett Amszterdamban, majd javuló formát mutatva nyerte az 1936/37 fordulóján rendezett hastingsi tornát. 1937 tavaszán 3. helyezést ért el Margate-ben, az első helyezettől fél ponttal lemaradva lett 4. helyezett Kemeriben, és ugyancsak fél ponttal maradt el a győztes Euwétől a négyes körversenyen Bad Nauheimben.
Euwe a világbajnoki cím elnyerését követően 1936-ban Zandvoortban indult el először versenyen, ahol 2. helyen végzett Reuben Fine mögött. Nottinghamben éppen hogy megelőzte Aljechint, mivel a 3–5. helyet szerezte meg. Ezt követően azonban bizonyította, hogy méltó a világbajnoki címre, mert az élen végzett Amszterdamban, Leidenben és Bad Nauheimben. Ebben az időszakban minden olyan versenyen Aljechin előtt végzett, amelyen mindketten elindultak.

### Egymás elleni eredményeik
A két világbajnoki párosmérkőzésük között három játszmát váltottak egymással, Nottinghamben Aljechin nyert, míg az Amszterdamban váltott két játszmából Euwe szerzett másfél pontot.

## A párosmérkőzés

### A mérkőzés feltételei
A mérkőzés feltételei megegyeztek az 1935-ös világbajnoki mérkőzés feltételeivel, mely szerint a mérkőzés legfeljebb 30 játszmáig tart, és az nyer, aki előbb szerez 15,5 pontot legalább 6 győzelem mellett.

### A mérkőzés helyszínei
A párosmérkőzés Hollandia nyolc városában zajlott. Hágában került sor az 1., a 3., az 5., a 9–10., a 17–19. és a 25. játszmára. Rotterdam adott otthont a 2., a 7., a 15–16., valamint a 23–24. játszmának, Amszterdamban játszották a 4., a 12–14., valamint a 20–21. játszmát, Haarlem a 6., Leiden a 8., Groningen a 11., Delft a 22. játszma házigazdája volt.

### A mérkőzés lefolyása
Euwe nyerte az első játszmát, de Aljechin azonnal egyenlített. Az 5. játszmában ismét Euwe szerzett vezetést, azonban ekkor Aljechin hármas nyerősorozattal elhúzott, sőt a 10. játszma megnyerése után már 3 pont előnnyel vezetett. A 20. játszmáig ebből 1 pontot sikerült lefaragnia Euwének. Ekkor az állás 11–9 (+6 -4 =10) volt Aljechin javára. A 21. és a 22., majd a 24. és a 25. játszmát megnyerve meggyőző fölénnyel 15,5–9,5 arányban győzött, ezzel visszaszerezte a világbajnoki címet, melyet ezt követően 1946-ban bekövetkezett haláláig viselt.

### Az eredménytábla
|                        | 1 | 2 | 3 | 4 | 5 | 6 | 7 | 8 | 9 | 10 | 11 | 12 | 13 | 14 | 15 | 16 | 17 | 18 | 19 | 20 | 21 | 22 | 23 | 24 | 25 | Nyert | Pont |
| ---------------------- | - | - | - | - | - | - | - | - | - | -- | -- | -- | -- | -- | -- | -- | -- | -- | -- | -- | -- | -- | -- | -- | -- | ----- | ---- |
| Aljechin Franciaország | 0 | 1 | ½ | ½ | 0 | 1 | 1 | 1 | ½ | 1  | ½  | ½  | 0  | 1  | ½  | ½  | 0  | ½  | ½  | ½  | 1  | 1  | ½  | 1  | 1  | 10    | 15½  |
| Euwe Hollandia         | 1 | 0 | ½ | ½ | 1 | 0 | 0 | 0 | ½ | 0  | ½  | ½  | 1  | 0  | ½  | ½  | 1  | ½  | ½  | ½  | 0  | 0  | ½  | 0  | 0  | 4     | 9½   |

### A mérkőzés játszmái
A párosmérkőzés mind a 25 játszmája az előzmények ismertetésével, az 1. játszma Euwe, a 2. játszma Aljechin eredeti elemzésével.
A döntéssel végződött játszmák:
1. játszma Euwe–Aljechin 1–0 50 lépés
Szláv védelem, karlsbadi változat ECO D17
Az elemzés Max Euwe eredeti megjegyzései alapján.
1. d4 d5 2. c4 c6 3. Hf3 Hf6 4. Hc3 dxc4 5. a4 Ff5 6. He5 Hbd7 7. Hxc4 Vc7 8. g3 e5 9. dxe5 Hxe5 10. Ff4 Hfd7 11. Fg2 f6 12. O-O Bd8 13. Vc1 Fe6 14. He4! (Egy új lépés, J. Turn észt mester újítása, mely teljesen új megvilágításba helyezi a vezércsel szláv változatát. Elkerülve az e5-ön történő cserét, világos előnyét jelzi figuráinak nagyobb szabadsága. Nem sikerült megtalálnom ennek a változatnak az ellenszerét, és láthatóan Aljechinnek sem. Ennek megfelelően a továbbiakban sötéttel játszva mindketten kikerültük ezt a változatot.) 14.- Fb4 (Sötétnek nagyon gyorsan sáncolnia kell, különben végzetessé válhat számára a d6-pont gyengesége. 14. – Fxc4 15.Vxc4 Hxc4 16.Fxc7 Bc8 17.Ff4 jobb végjátékesélyeket kínál világosnak.) 15. a5 O-O (Jobb, mint 15. – a6, amely további gyengeségeket hozna létre a sötét állásban, és még tempót is veszít.) 16. a6 (Erős lépés, de valószínűleg nem a legjobb. Jobban szolgálta volna a kezdeményezés fenntartását 16.Ba4 Fe7 17.Hxe5 Hxe5 18.Hc5 Fc8 (vagy Ff7-re 19 Fh3)) 16.- bxa6? (Kompenzáció nélkül súlyos gyengeséget idéz elő a gyalogszerkezetben. Jobb lett volna 16.-b6, és ha 17.Hxe5 Hxe5 18.Fxe5 Vxe5!, amely után világos nem játszhatja 19.Vxc6-ot, mert 19.-Bc8 20.Va4-re Bc4! következhet. 16.- b6 után világos számára a legjobb folytatás 17. Hxe5 Hxe5 18 Ve3, amely a kezdeményezést némileg megőrzi.) 17. Hxe5 Hxe5 (Kötelező, mivel 17.-fxe5 azonnal veszít 18.Hg5 után.) 18. Hc5 Fxc5 (Sötét nem léphet 18.-Fc8-at, mert 19.Fxe5 majd 20.Vc4+ világos számára nyerő állást eredményez.) 19.Vxc5 g5 (Nincs kielégítő lépés sötét számára, miután a kézenfekvő 19.-Vb6-ra tovább növelheti előnyét 20.Vc3! lépéssel.) 20. Fe3 Fd5 (Annak érdekében, hogy legalább az egyik veszélyes világos futót lecserélje, de a gyalogvesztés mindenképpen elkerülhetetlen.) 21. Bxa6 Fxg2 22. Kxg2 (Elkerüli a csapdát, mert 22.Bxa7 Fxf1 23.Bxc7 Bd1 után világos nagyon zavaros helyzetben találná magát.) 22.- Bf7 23. Bfa1 (és nem 23. Bxa7 Vxa7 24. Vxa7 Bxa7 25. Fxa7; mert 23.-Bd2 után sötét kiegyenlítené az állást.) 23.- Vd6 24. Vxd6 Bxd6 25. Bxa7 (Jobb és egyszerűbb lett volna 25. b4) 25.- Bxa7 26. Bxa7 Hc4 (Sötét némi ellenjátékhoz jut, de ez nem elegendő a játék megmentéséhez.) 27. Fc5 Be6 (27.- Bd2 után világos játszhatott 28. Fe7-et, amely a játékban bekövetkezettekhez hasonló folytatásokat eredményez, vagy 28. b3 He5 29 e4-et.) 28. Fd4 (Hasonlóan jó volt 28. b3 is, amelyre 28.-Hd2 után 29.Fe3 Hxb3 30 Ba3 következhet.) 28.- Bxe2 (Az egyetlen, de nagyon sovány esély.) 29. Fxf6 g4 (29...Hxb2?-re 30 Ba2. A gyaloglépés után a kézenfekvőnek tűnő 30. Bg7+ folytatásra Kf8 31. Bxg4? után 31.- He3+ 32 Kf3 Hxg4 33 Kxe2 Hxf6-tal világos tisztet veszít.) 30. Kf1 (Ez a közbeiktatott lépés gyakorlatilag véget vet a játszmának.) 30.- Bc2 (vagy 30.-Be6-ra 31. Fc3.) 31. Bg7+ Kf8 32. Bxg4 Hxb2 33. Fxb2 (A gyalogelőnyös bástyavégjáték technikailag könnyen nyerhető. Természetesen lehetett volna más jó folytatás is, de hitem szerint ilyen helyzetekben az egyszerűsítés mindig hasznos.) 33.- Bxb2 34. Bc4 Bb6 (Az aktívabb világos bástya, valamint az összekötött gyalogok nyerő állást mutatnak.) 35. Ke2 Kf7 36. Bh4 Kg6 37. Bf4 Bb3 38. Bc4 Bb6 39. Ke3 (A 36–38. lépésekkel megvalósított manőver a sötét királynak a centrumtól való eltávolítását szolgálta.) 39.- Kf5 40. g4+ Ke6 (vagy 40.-Kg5-re 41. f3 majd 42. Bc5+) 41. f4 Kd5 42. Bd4+ Ke6 (vagy 42...Kc5-re 43 f5.) 43. f5+ Ke7 44. Be4+ Kf7 45. h4 Bb1 46. Kf4 Bc1 47. Ba4 (A világos bástya behatol a hetedik sorra.) 47.- h6 48. Ba7+ Kg8 49. g5 Bc4+ 50. Ke5 (sötét feladta, mert ha 50.- Bxh4, akkor 51. g6 következik.) 1-0
2. játszma Aljechin–Euwe 1–0 41 lépés
Szláv védelem, wiesbadeni változat ECO D17
Az elemzés Aljechin eredeti megjegyzései alapján.
1. d4 d5 2. c4 c6 3. Hf3 Hf6 4. Hc3 dxc4 5. a4 Ff5 6. He5 (Meg akartam tudni, hogy ellenfelem milyen folytatást talált az első játszmában alkalmazott változatra.) 6.- e6! (Ezt a folytatást játszotta ellenem 1929-ben Bogoljubov két játszmában is. A gyakorlat a lépést nem igazolta (Bogoljubov az egyik játszmát nagy nehézségek árán mentette döntetlenre, a másikban vesztett), ezért a 6.– e6 lépés kikerült a mestergyakorlatból. Ugyanakkor, ahogy ezt különösen a mostani mérkőzésünk 11. játszmája mutatta, e lépés jóval biztonságosabb a Kmoch által javasolt 6.- Hbd7, majd Vc7 és e5 lépésekkel fémjelzett változatnál.) 7. Fg5 (7. f3 Fb4 után 8. e4?-re 8...Hxe4! következhet (amelyet először Mikenas játszott meg Dr. Vidmar ellen Prágában 1931-ben). Világos nem siet a gyalogcentrum létrehozásával.) 7.- Fb4 (Logikusabb, és jobb, mint 7.- Fe7, ahogyan Bogoljubov játszott az 1929-es mérkőzésünk 5. játszmájában.) 8. Hxc4 (Ártalmatlan lépés, mert sötét itt egyszerűen játszhatná a 8.- h6-ot, amire 9. Fh4 után 9.- g5 10. Fg3 He4 11. Bc1 (vagy 11. Vb3-ra Ha6) c5, stb., egyenlő esélyekkel.) 8.- Vd5 (Jó lépés, amely egy rövid, éles intermezzo után kiegyenlített álláshoz vezet.) 9. Fxf6 (Az alternatíva: 9. He3 Va5 10 Hxf5 Vxf5 stb., még kevésbé volt ígéretes. 9. Vb3-ra pedig 9.- Ha6 következhetett volna.) 9.- Vxc4 (Jobb, mint 9.- gxf6 10 He3 Va5 11 Vb3 világos jobb esélyeivel.) 10. Vd2 (Az egyetlen lépés, mert 10 Bc1?-re 10.- gxf6 11. e4 Va2 stb. következik) 10.- gxf6 11. e4 Vb3 12. exf5 Hd7 13. fxe6 fxe6 14. Fe2 O-O-O 15. O-O (Az utóbbi lépések gyakorlatilag kötelezőek voltak. A kialakult állás mindkét fél számára egyenlő támadási esélyeket biztosít.) 15.- e5 (Ezt a logikus lépést, amely a huszárnak erős pozíciót biztosít, és megnyitja a vezér útját, véleményem szerint indokolatlanul kritizálták később. A helyette utólag javasolt 15.- Hb6 esetén 16. a5 Ha4 17. Ve3 Hxb2 18. Bfc1 után nem látni valós nyerési esélyt.) 16. dxe5 Hxe5 17. Vc1 Fxc3 (18. He4 nem volt erős fenyegetés, ezért ez a csere nem a kellő pillanatban valósult meg. Sötét folytathatta volna 17.- Bhg8-cal, és 18. He4 (18. Ve3-ra Vxb2) után 18.- Hf3+ 19. Fxf3 Vxf3 20 Hg3 Vg4, stb., amely kielégítő álláshoz vezet. A játszmában tett lépés után világos jobb esélyekhez jut, mivel futója rögtön erősebb lesz sötét huszárjánál, amint az kénytelen lesz elhagyni e5-öt.) 18. bxc3 Bhg8 19. Ve3 Kb8 (Nem volt feltétlenül szükséges, mert az a-gyalog közvetve védhető lett volna 19.- Vd5 20. g3 Vd2-vel, és 21. Vxd2 Bxd2 22. Bfe1 (itt ha 22.- Hd3, akkor 23 Bad1!) után világos végjáték esélyei jobbak.) 20. g3 Bd7 21. Bab1(!) Vc2 22. Bfe1! (A játszma legfinomabb lépése, amellyel előkészíti a fontos f4 lépést. Az azonnali gyaloglépés esetén 22.- Bd2 23. Bfe1 Hd3 következhetett volna.) 22.- Vd2 23. Vxd2 Bxd2 24. f4 Hg6 25. Fc4 Bgd8 (vagy 25.- Bg7 26. Be8+ Kc7 27. Kh1! világos előnyével.) 26. Be6! (Az egyik bástya cseréje érdekében. Itt meg kell jegyezni, hogy sötét nem lépheti 26.- Bc2-t, mert 27. Fa6 b6 28. Bxc6 következhet.) 26.- B8d6 27. Bbe1 Kc7 28. Bxd6 Bxd6 (28...Kxd6-ra 29. Fg8, amely egyaránt fenyeget 30. Fxh7-tel és 30 Be6+-kal.) 29. h4 (Annak érdekében, hogy a király f2-re úgy léphessen, hogy kiküszöbölje a sötét bástya második sori sakkfenyegetésének veszélyeit.) 29.- Kd7 30. Kf2 He7 31. Kf3 Hd5 (Időzavarban elkövetett hiba, amely lehetővé teszi a világos királynak, hogy megtámadja és lenyerje a h7-gyalogot. Azonban más lépés sem mentené meg a játékot. Még a legjobb lépésnek 31.- f5 látszik, amelyre ha világos azonnal 32.g4-et lép, akkor 32.- fxg4+ 33 Kxg4 Bg6+ az ezt követő 34.- Hf5-tel ellenjátékhoz juttatja sötétet. Ha azonban világos előbb 32. h5-öt lép, akkor g4 után a szabaddá váló f-gyalog már nagyon veszélyessé válik sötét számára.) 32. Fd3 h6 33. Ff5+ Kd8 34. Kg4 He7 (vagy 34.- Hxc3 35 Kh5 Hxa4 36 Kxh5, ami után a h- gyalog feltartóztathatatlan lesz.) 35. Fb1 Ke8 (35.- Bd5-re 36 f5 stb.) 36. Kh5 Kf7 37. Fa2+ Kf8 38. Kxh6 Bd2 (Az általam számolt fő változat 38.- Hf5+ 39 Kg6 Hxg3 40 f5 volt, a h-gyalog útjának biztosításával.) 39. Fe6 Bd3 40. g4 Bxc3 41. g5 (Egyszerűbb, mint 41 Bd1 Hd5. Ha most 41...fxg5, akkor fxg5. Sötét feladta.) 1-0
5. játszma Euwe–Aljechin 1–0 41 lépés
Elfogadott vezércsel, klasszikus változat, Aljechin rendszere ECO D28
1. d4 d5 2. c4 dxc4 3. Hf3 a6 4. e3 Hf6 5. Fxc4 e6 6. O-O c5 7. Ve2 Hc6 8. Hc3 b5 9. Fb3 Fe7 10. dxc5 Fxc5 11. e4 b4 12. e5 bxc3 13. exf6 gxf6 14. Vc4 Vb6 15. Vxc3 Hd4 16. Hxd4 Fxd4 17. Fa4+ Ke7 18. Fe3 Fxc3 19. Fxb6 Fe5 20. Bad1 Kf8 21. f4 Fxb2 22. Bf3 Fb7 23. Bg3 Fa3 24. Bxa3 Bg8 25. Bg3 Bxg3 26. hxg3 Fd5 27. Fb3 Fxb3 28. axb3 Ke8 29. b4 Bb8 30. Fc5 Bc8 31. Ba1 Bc6 32. Kf2 f5 33. Ke3 f6 34. Kd4 Kf7 35. Kc4 Kg6 36. Bd1 Kh5 37. Bd6 Bxd6 38. Fxd6 Kg4 39. Fe7 Kxg3 40. Fxf6 Kxf4 41. Kc5 1-0
6. játszma Aljechin–Euwe 1–0 23 lépés
|    | |    |    |    |    |    |    |
|    | \| \| \| \| \| \| \| \| \| \| \| \| \| \| \| \| \| \| \| \| \| \| \| \| \| \| \| \| \| \| \| \| \| \| \| \| \| \| \| \| \| \| \| \| \| \| \| \| \| \| \| \| \| \| \| \| \| \| \| \| \| \| \| \| \| \| \| \| \| \| \| \| |    |    |    |    |    |    |
|    | |    |    |    |    |    |    |
| a8 | b8 | c8 | d8 | e8 | f8 | g8 | h8 |
| a7 | b7 | c7 | d7 | e7 | f7 | g7 | h7 |
| a6 | b6 | c6 | d6 | e6 | f6 | g6 | h6 |
| a5 | b5 | c5 | d5 | e5 | f5 | g5 | h5 |
| a4 | b4 | c4 | d4 | e4 | f4 | g4 | h4 |
| a3 | b3 | c3 | d3 | e3 | f3 | g3 | h3 |
| a2 | b2 | c2 | d2 | e2 | f2 | g2 | h2 |
| a1 | b1 | c1 | d1 | e1 | f1 | g1 | h1 |

| a8 | b8 | c8 | d8 | e8 | f8 | g8 | h8 |
| a7 | b7 | c7 | d7 | e7 | f7 | g7 | h7 |
| a6 | b6 | c6 | d6 | e6 | f6 | g6 | h6 |
| a5 | b5 | c5 | d5 | e5 | f5 | g5 | h5 |
| a4 | b4 | c4 | d4 | e4 | f4 | g4 | h4 |
| a3 | b3 | c3 | d3 | e3 | f3 | g3 | h3 |
| a2 | b2 | c2 | d2 | e2 | f2 | g2 | h2 |
| a1 | b1 | c1 | d1 | e1 | f1 | g1 | h1 |

Szláv csel, Aljechin-támadás ECO D10
1. d4 d5 2. c4 c6 3. Hc3 dxc4 4. e4 e5 5. Fxc4 exd4 6. Hf3 b5 7. Hxb5 Fa6 8. Vb3 Ve7 9. O-O Fxb5 10. Fxb5 Hf6 11. Fc4 Hbd7 12. Hxd4 Bb8 13. Vc2 Vc5 14. Hf5 He5 15. Ff4 Hh5 16. Fxf7+ Kxf7 17. Vxc5 Fxc5 18. Fxe5 Bb5 19. Fd6 Fb6 20. b4 Bd8 21. Bad1 c5 22. bxc5 Fxc5 23. Bd5 1-0
7. játszma Euwe–Aljechin 0–1 34 lépés
Szláv védelem, cseh változat ECO D18
1. d4 d5 2. c4 c6 3. Hf3 Hf6 4. Hc3 dxc4 5. a4 Ff5 6. e3 e6 7. Fxc4 Hbd7 8. O-O Fd6 9. Ve2 He4 10. Hxe4 Fxe4 11. Hd2 Fg6 12. e4 Fc7 13. Fb3 O-O 14. f4 Hf6 15. Fc2 Vxd4+ 16. Kh1 Vb4 17. g4 Bad8 18. f5 exf5 19. exf5 Bfe8 20. Vg2 Vxg4 21. fxg6 hxg6 22. Fd1 Vxg2+ 23. Kxg2 Bd4 24. Hf3 Bg4+ 25. Kh3 Bd8 26. Fg5 Bb4 27. Fd2 Be4 28. Fb3 Be2 29. Fc3 Bd3 30. Kh4 Bxf3 31. Bxf3 Bxh2+ 32. Bh3 g5+ 33. Kxg5 Bxh3 34. Fd1 He4+ 0-1
http://www.chessgames.com/perl/chessgame?gid=1013275 8. játszma Aljechin–Euwe 1–0] 26 lépés
Nimzoindiai védelem, Noa-változat ECO E34
1. d4 Hf6 2. c4 e6 3. Hc3 Fb4 4. Vc2 d5 5. cxd5 Vxd5 6. e3 c5 7. a3 Fxc3+ 8. bxc3 Hbd7 9. f3 cxd4 10. cxd4 Hb6 11. He2 Fd7 12. Hf4 Vd6 13. Fd2 Bc8 14. Vb2 Hfd5 15. Hxd5 exd5 16. Fb4 Ve6 17. Kf2 Ha4 18. Vd2 b6 19. Fa6 Bb8 20. e4 b5 21. Vf4 Bb6 22. exd5 Vxd5 23. Bhe1+ Fe6 24. Bac1 f6 25. Bc7 Kd8 26. Bxa7 1-0
10. játszma Aljechin–Euwe 1–0 40 lépés
Nimzoindiai védelem, Noa-változat ECO E34
1. d4 Hf6 2. c4 e6 3. Hc3 Fb4 4. Vc2 d5 5. cxd5 Vxd5 6. e3 c5 7. a3 Fxc3+ 8. bxc3 Hc6 9. Hf3 O-O 10. c4 Vd6 11. Fb2 cxd4 12. exd4 b6 13. Fd3 Fb7 14. O-O Bac8 15. Ve2 Vf4 16. Bad1 Bfe8 17. h3 Ha5 18. He5 Fe4 19. Bfe1 Fxd3 20. Vxd3 Bed8 21. Fc1 Vh4 22. Ve2 Be8 23. g4 Hc6 24. Kg2 Hxe5 25. dxe5 Hh5 26. gxh5 Bxc4 27. Vf3 Bf8 28. h6 f5 29. Vg3 Vxg3+ 30. fxg3 Bfc8 31. hxg7 Bc2+ 32. Kf3 B2c3+ 33. Fe3 Bxa3 34. Bd7 Bc4 35. Kf2 Bc2+ 36. Be2 Baa2 37. Bxc2 Bxc2+ 38. Kf3 a5 39. Fh6 Bc8 40. Ba7 1-0
13. játszma Euwe–Aljechin 1–0 68 lépés
Szláv védelem, cseh változat ECO D18
1. d4 d5 2. c4 c6 3. Hf3 Hf6 4. Hc3 dxc4 5. a4 Ff5 6. e3 e6 7. Fxc4 Hbd7 8. Ve2 He4 9. O-O Fb4 10. Fd3 Fxc3 11. Fxe4 Fb4 12. Fxf5 exf5 13. d5 cxd5 14. Vb5 Va5 15. Vxb7 Bb8 16. Vc6 Vc5 17. Hd4 Bb6 18. Vxc5 Hxc5 19. a5 Ba6 20. Hc2 Fxa5 21. b4 Fxb4 22. Fb2 Fa5 23. Fxg7 Bg8 24. Fe5 Hb3 25. Ba4 Bag6 26. Fg3 Fb6 27. Bf4 h5 28. Bh4 a5 29. Bxh5 Bc6 30. Ha3 d4 31. exd4 Hxd4 32. Be1+ Kd7 33. Kf1 Bc3 34. Hb1 Bc2 35. Bd1 Kc6 36. Bh6+ Bg6 37. Bh8 Kb7 38. Bf8 Bg7 39. Fe5 Hf3 40. Bb8+ Ka7 41. Bd7+ Fc7 42. Bxc7+ Kxb8 43. Bxc2+ Hxe5 44. Bc5 f6 45. Bxa5 Bc7 46. Hd2 Bc2 47. Bd5 Kc7 48. Ke2 Bb2 49. h3 Kc6 50. Bd4 Kc5 51. Ke3 Hg6 52. Bd8 He7 53. Kd3 Bb7 54. Ke3 Bb2 55. Bd3 Hd5+ 56. Kf3 Hb4 57. Bc3+ Kd4 58. Bb3 Bxb3+ 59. Hxb3+ Ke5 60. g3 Hc6 61. h4 Hd8 62. Hc5 Hf7 63. Hd3+ Kd4 64. He1 Ke5 65. Hd3+ Ke6 66. Kf4 Hd6 67. Hc5+ Kf7 68. Hb3 1-0
14. játszma Aljechin–Euwe 1–0 52 lépés
Katalán megnyitás, zárt változat ECO E00
1. d4 Hf6 2. c4 e6 3. g3 d5 4. Hf3 dxc4 5. Va4+ Hbd7 6. Vxc4 c5 7. Fg2 Hb6 8. Vd3 cxd4 9. O-O Fe7 10. Hxd4 O-O 11. Hc3 e5 12. Hf5 Fb4 13. Vc2 Fxc3 14. bxc3 Fxf5 15. Vxf5 Vc7 16. Fh6 Hbd7 17. Vg5 He8 18. Bab1 Hc5 19. Vg4 Bd8 20. Fg5 Bd6 21. Vc4 b6 22. f4 Bg6 23. Bbd1 e4 24. Fh4 b5 25. Vb4 a5 26. Va3 f5 27. Fd8 Va7 28. Kh1 Ba6 29. Bd5 He6 30. Bfd1 Hxd8 31. Bxd8 Vf7 32. B1d5 Bc6 33. Bxb5 Vc4 34. Bxf5 Bcf6 35. Bxf6 gxf6 36. Bd4 Vxe2 37. Vb3+ Kh8 38. Bxe4 Vd2 39. Vb1 Vxc3 40. Ve1 Vxe1+ 41. Bxe1 Hd6 42. Fc6 Bb8 43. Be6 Bb1+ 44. Kg2 Bb2+ 45. Kh3 Hf5 46. Bxf6 He7 47. Fe4 Kg7 48. Be6 Kf7 49. Bh6 Bxa2 50. Bxh7+ Kf6 51. Bh6+ Kf7 52. Ba6 1-0
17. játszma Euwe–Aljechin 1–0 41 lépés
Szláv védelem, cseh változat ECO D19
1. d4 d5 2. c4 c6 3. Hf3 Hf6 4. Hc3 dxc4 5. a4 Ff5 6. e3 e6 7. Fxc4 Fb4 8. O-O O-O 9. Ve2 He4 10. Fd3 Fxc3 11. bxc3 Hxc3 12. Vc2 Fxd3 13. Vxd3 Hd5 14. Fa3 Be8 15. Bab1 b6 16. Bfc1 a5 17. He5 Hb4 18. Fxb4 axb4 19. Hxc6 Hxc6 20. Bxc6 e5 21. Bxb4 exd4 22. Bxd4 Vb8 23. Vb5 Bc8 24. g3 Bxc6 25. Vxc6 h6 26. Bb4 Ba6 27. Vb5 Va8 28. Bd4 Vc8 29. Be4 Kh7 30. Be7 Ba5 31. Vxb6 Vc1+ 32. Kg2 Bf5 33. Vd4 Vc2 34. e4 Bf6 35. Be5 Bc6 36. a5 Ve2 37. Vd5 Bc1 38. Vxf7 Vf1+ 39. Kf3 Vd1+ 40. Kf4 Vd2+ 41. Kg4 1-0
21. játszma Euwe–Aljechin 0–1 32 lépés
Vezérindiai védelem, Rjumin-változat ECO E16
1. d4 Hf6 2. c4 e6 3. Hf3 b6 4. g3 Fb7 5. Fg2 Fb4+ 6. Fd2 Fe7 7. Hc3 He4 8. O-O O-O 9. d5 Hxd2 10. Vxd2 Ff6 11. Bad1 d6 12. dxe6 fxe6 13. Hd4 Fxg2 14. Kxg2 Vc8 15. Ve3 Fxd4 16. Bxd4 Hc6 17. Be4 Bf6 18. f4 Vd7 19. g4 Baf8 20. g5 Bf5 21. h4 Vf7 22. Bf3 Kh8 23. Vd3 d5 24. Bxe6 Hb4 25. Ve3 Hc2 26. Vd2 Vxe6 27. cxd5 Vf7 28. Vxc2 Bxf4 29. Vd3 Vh5 30. Bxf4 Bxf4 31. Vh3 Bg4+ 32. Kf2 h6 0-1
22. játszma Aljechin–Euwe 1–0 62 lépés
|    | |    |    |    |    |    |    |
|    | \| \| \| \| \| \| \| \| \| \| \| \| \| \| \| \| \| \| \| \| \| \| \| \| \| \| \| \| \| \| \| \| \| \| \| \| \| \| \| \| \| \| \| \| \| \| \| \| \| \| \| \| \| \| \| \| \| \| \| \| \| \| \| \| \| \| \| \| \| \| \| \| |    |    |    |    |    |    |
|    | |    |    |    |    |    |    |
| a8 | b8 | c8 | d8 | e8 | f8 | g8 | h8 |
| a7 | b7 | c7 | d7 | e7 | f7 | g7 | h7 |
| a6 | b6 | c6 | d6 | e6 | f6 | g6 | h6 |
| a5 | b5 | c5 | d5 | e5 | f5 | g5 | h5 |
| a4 | b4 | c4 | d4 | e4 | f4 | g4 | h4 |
| a3 | b3 | c3 | d3 | e3 | f3 | g3 | h3 |
| a2 | b2 | c2 | d2 | e2 | f2 | g2 | h2 |
| a1 | b1 | c1 | d1 | e1 | f1 | g1 | h1 |

| a8 | b8 | c8 | d8 | e8 | f8 | g8 | h8 |
| a7 | b7 | c7 | d7 | e7 | f7 | g7 | h7 |
| a6 | b6 | c6 | d6 | e6 | f6 | g6 | h6 |
| a5 | b5 | c5 | d5 | e5 | f5 | g5 | h5 |
| a4 | b4 | c4 | d4 | e4 | f4 | g4 | h4 |
| a3 | b3 | c3 | d3 | e3 | f3 | g3 | h3 |
| a2 | b2 | c2 | d2 | e2 | f2 | g2 | h2 |
| a1 | b1 | c1 | d1 | e1 | f1 | g1 | h1 |

Réti-megnyitás ECO A09
1. Hf3 d5 2. c4 d4 3. e3 Hc6 4. exd4 Hxd4 5. Hxd4 Vxd4 6. Hc3 Hf6 7. d3 c6 8. Fe3 Vd7 9. d4 g6 10. Fe2 Fg7 11. h3 O-O 12. O-O b6 13. Ff3 Fb7 14. a4 Bad8 15. a5 Vc7 16. Vb3 Hd7 17. axb6 axb6 18. Ba7 Ba8 19. Bfa1 e6 20. Bxa8 Fxa8 21. d5 cxd5 22. cxd5 Hc5 23. Vc4 exd5 24. Fxd5 Fxd5 25. Hxd5 Ve5 26. Bb1 Ha4 27. b3 Hb2 28. Vc6 b5 29. Ff4 Ve6 30. Vxb5 Ve4 31. Bc1 Hd3 32. Vc4 Ve2 33. Bf1 Hxf4 34. Vxf4 Vb5 35. Vf3 Bb8 36. Bb1 Va6 37. Bd1 Va3 38. Bb1 Va2 39. Vd3 Fd4 40. Bf1 Vb2 41. He7+ Kf8 42. Hc6 Fxf2+ 43. Kh2 Be8 44. Vf3 Be2 45. Hd4 Bd2 46. He6+ Ke7 47. Hf4 Vd4 48. Kh1 Ba2 49. He2 (diagram) Ba1 50. Vb7+ Kf6 51. Hxd4 Bxf1+ 52. Kh2 Fg1+ 53. Kg3 Ff2+ 54. Kf3 Fxd4+ 55. Ke4 Bd1 56. Vd5 Ke7 57. g4 h5 58. gxh5 f5+ 59. Kf3 Bd3+ 60. Ke2 Be3+ 61. Kd2 Be4 62. hxg6 1-0
24. játszma Aljechin–Euwe 1–0 41 lépés
Elhárított vezércsel, fél-Tarrasch-védelem ECO D40
1. Hf3 d5 2. c4 e6 3. d4 Hf6 4. Hc3 c5 5. cxd5 Hxd5 6. g3 cxd4 7. Hxd5 Vxd5 8. Vxd4 Vxd4 9. Hxd4 Fb4+ 10. Fd2 Fxd2+ 11. Kxd2 Ke7 12. Fg2 Bd8 13. Ke3 Ha6 14. Bac1 Bb8 15. a3 Fd7 16. f4 f6 17. Fe4 Fe8 18. b4 Bd7 19. f5 Hc7 20. fxe6 Hxe6 21. Hxe6 Kxe6 22. Fxh7 f5 23. Bc5 g6 24. Fg8+ Kf6 25. Bhc1 Be7+ 26. Kf2 Fc6 27. Fd5 Bbe8 28. Be1 Fxd5 29. Bxd5 g5 30. Bd6+ Ke5 31. Bed1 g4
32. B1d5+ Ke4 33. Bd4+ Ke5 34. Ke3 Be6 35. B4d5+ Kf6+ 36. Kf4 Kg6 37. Bxe6+ Bxe6 38. Be5 Ba6 39. Bxf5 Bxa3 40. Bb5 b6 41. Kxg4 1-0
25. játszma Euwe–Aljechin 0–1 43 lépés
Nimzoindiai védelem, Reshevsky-változat ECO E46
1. d4 Hf6 2. c4 e6 3. Hc3 Fb4 4. e3 O-O 5. Hge2 d5 6. a3 Fe7 7. cxd5 exd5 8. Hg3 c5 9. dxc5 Fxc5 10. b4 d4 11. bxc5 dxc3 12. Vc2 Va5 13. Bb1 Fd7 14. Bb3 Fa4 15. Vxc3 Vd8 16. Fc4 Ha6 17. Fxa6 bxa6 18. O-O Fxb3 19. Vxb3 Bb8 20. Vc2 Vd5 21. e4 Vb3 22. Ve2 Vb5 23. Vf3 Vxc5 24. Hf5 Bb1 25. Vf4 Hxe4 26. h4 Be8 27. Be1 Vc3 28. Bd1 Hd2 29. Bxd2 Bxc1+ 30. Kh2 Vc7 31. Bd6 Bc5
32. g3 Bf8 33. g4 f6 34. Kh3 h5 35. Vd2 hxg4+ 36. Kxg4 Vf7 37. h5 Bxf5 38. Kxf5 Vxh5+ 39. Kf4 Vh4+ 40. Kf3 Vh3+ 41. Ke4 Be8+ 42. Kd5 Vb3+ 43. Kd4 Vxa3 0-1

## A mérkőzés eredményének következménye
A Nemzetközi Sakkszövetség (FIDE) már megalakulását követően, az 1920-as évek második felétől szeretett volna nagyobb befolyással bírni a világbajnokság menetére. A szervezetnek nem felelt meg az a rendszer, hogy a regnáló világbajnok maga választhatta ki az ellenfelét, és olyan feltételeket támaszthatott, amelyeket az esélyes ellenfelek közül többen nem tudtak teljesíteni. A FIDE 1936-ban Luzernben tartott kongresszusán döntött arról, hogy a világbajnoki címet az 1937-es Euwe–Aljechin-mérkőzés utáni esetekben párosmérkőzésnek és nem versenynek kell eldöntenie. A kihívó személyének kiválasztása azonban a legerősebb sakkozók részvételével történő körmérkőzésen dőlhet el. Meg is határozták, hogy 1938-ban kétfordulós világbajnokjelölti körmérkőzésre kerül sor Botvinnik, Capablanca, Reuben Fine, Salo Flohr, Paul Keres, Samuel Reshevsky, valamint az 1937-es mérkőzés vesztese részvételével. E verseny győztese lehet a világbajnok következő kihívója. Max Euwe, az akkor regnáló világbajnok a lebonyolítás ilyen módjába beleegyezett, Aljechin azonban nem érezte magára nézve kötelezőnek a nemzetközi szövetség döntését. A párosmérkőzés megnyerése után továbbra is ragaszkodott a világbajnok azon jogához, hogy ő maga választhassa ki az ellenfelét.
A második világháború is közrejátszott abban, hogy évekig nem került sor világbajnoki mérkőzésre. 1946-ban megállapodás született arról, hogy Aljechin megmérkőzik Botvinnikkal Hollandiában, amelyre mindkét versenyző készült. A mérkőzésre felkészülés közben érte Aljechint a váratlan halál Portugáliában.
Halála után új rendszer kezdődött a sakkvilágbajnokságok történetében. 1948-tól kezdődően körmérkőzéses versenyeken dőlt el a mindenkori világbajnok kihívójának személye.